# 宇久町
宇久町（うくまち）は、長崎県北松浦郡の離島にあった町。五島列島最北端に位置する。近隣の文化圏は佐世保市。2006年（平成18年）3月31日に佐世保市へ編入された。
ここでは、現在の佐世保市の一地域としての宇久（うく）についても記述する。

## 地理
- 五島列島の最北端に位置し、宇久島（面積24.92 km2） と寺島（面積1.27 km2）の2つの有人島とその属島からなる。人口のうちほとんどは宇久島に住む。
- 城ヶ岳（しろがだけ） - 標高258.6m。宇久島の最高峰で、島のほぼ中心にある。

## 地域
長崎県内の他の離島と同じく過疎化が進んでいる。五島列島には隠れキリシタンの子孫が多いが、宇久島には極少数しかいない。宇久氏の祖と伝えられる平家盛公を祀る史跡がありそれにちなんだ場所が数箇所ある。

### 地名
宇久町発足以前の自治体である平町・神浦村ともに1889年（明治22年）の町村制施行時にそれぞれ1村単独（平町については発足当時は平村）で自治体として発足している為、大字は無く、宇久町発足後も大字は設置しなかった。
2006年（平成18年）佐世保市編入時に地名末尾の「郷」の文字、及び小字を廃し、旧来の郷の名称に「宇久町」を冠した町名に変更された。
（表記例：北松浦郡宇久町平郷 → 佐世保市宇久町平）
| 町名設置前 （北松浦郡宇久町） | 町名設置前 （北松浦郡宇久町） | 読み       | 町名設置後（佐世保市） | 町名設置後（佐世保市）                                             |
| 旧自治体名                    | 郷                            | 読み       | 町名                   | 行政区                                                             |
| ----------------------------- | ----------------------------- | ---------- | ---------------------- | ------------------------------------------------------------------ |
| 平町                          | 大久保郷                      | おおくぼ   | 宇久町大久保           | 大久保                                                             |
| 平町                          | 太田江郷                      | おおだえ   | 宇久町太田江           | 太田江                                                             |
| 平町                          | 木場郷                        | こば       | 宇久町木場             | 木場、梅の木                                                       |
| 平町                          | 平郷                          | たいら     | 宇久町平               | 堀川、向江、佐賀里、旦の上、船倉、川端、松原、平、山本、十川、針木 |
| 平町                          | 寺島郷                        | てらしま   | 宇久町寺島             | 寺島                                                               |
| 平町                          | 野方郷                        | のがた     | 宇久町野方             | 野方                                                               |
| 平町                          | 本飯良郷                      | もといいら | 宇久町本飯良           | 本飯良                                                             |
| 神浦村                        | 飯良郷                        | いいら     | 宇久町飯良             | 飯良                                                               |
| 神浦村                        | 小浜郷                        | おばま     | 宇久町小浜             | 小浜(長野、角、福浦)、蒲浦、下山                                   |
| 神浦村                        | 神浦郷                        | こうのうら | 宇久町神浦             | 神浦郷西、神浦郷東、町寿久居、町東西                               |

## 歴史

### 近代以前
- 1187年（文治3年）
  - 伊勢平氏の平家盛（平清盛の弟という）が宇久島へ上陸、当地の領主となり、宇久氏を名乗る。後の大名五島氏の祖。（なお、家盛については清和源氏説もあるが、旧宇久町は平氏説により「平家の里」を町づくりのキャッチフレーズとしていた。）
- 1383年（弘和3年/永徳3年）
  - 宇久氏8代目覚、岐宿（現五島市福江島西部）に移る。

### 近現代

#### 明治
- 1889年（明治22年）4月1日 - 町村制施行により、北松浦郡平村・神浦村が発足。それぞれ単独村制。

#### 昭和
- 1949年（昭和24年）8月1日 - 平村が町制施行、平町となる。
- 1955年（昭和30年）4月1日 - 平町と神浦村が対等合併し、宇久町が発足。

#### 平成
- 2005年（平成17年）4月1日 - 小佐々町とともに佐世保市へ編入され、自治体としては消滅し、佐世保市宇久町になる。

## 行政

### 旧宇久町時代

#### 町長
- 初代 - 藤原岩好　-1955年（昭和30年）4月〜1972年（昭和47年）1月までの17年間
- 第2代 - 張本 栄 - 1972年（昭和47年）2月〜1984年（昭和59年）2月までの12年間
- 第3代 - 西村八郎 - 1984年（昭和59年）2月〜1992年（平成4年）2月までの8年間
- 第4代 - 宮崎昭郎 - 1992年（平成4年）2月〜1996年（平成8年）2月までの4年間
- 第5代 - 西村八郎（再任） - 1996年（平成8年）2月〜1998（平成10年）8月までの2年間
- 第6代（最後）- 田中稔 - 1998年（平成10年）9月〜2006年（平成18年）3月までの8年間

#### 町議会
- 宇久町議会 定数10であった。

### 佐世保市編入後
- 佐世保市を参考。

#### 行政サービス
- 佐世保市役所
  - 宇久行政センター
    - 住民課-総務係、住民福祉係
    - 産業建設課-産業建設係
    - 宇久家畜診療所
    - 保健福祉部（佐世保保健所） 宇久保健福祉センター
    - 学校給食センター
    - 佐世保市水道局宇久営業所
    - 環境部 宇久環境センター（ごみ処理、し尿処理、風力発電）[2]

#### 電力
- 九州電力宇久発電所（内燃力） - 2020年3月に廃止。以降は九州本土で発電した電力を九州電力送配電により海底ケーブルで送電されている[3]。
- 宇久風力発電施設（環境センターが運営）

#### ダム
- 宇久ダム（飯良郷）

#### 消防
- 佐世保市消防局
  - 佐世保西消防署
    - 宇久出張所

#### 病院
- 佐世保市総合医療センター 宇久診療所

#### 老人福祉施設
- 特別養護老人ホーム啓寿園

#### 県の行政
県の行政所管
- 県北振興局（佐世保市本土）
  - パスポートの申請・受取は佐世保本土に行かなければならない。
  - ただし、保健部（保健所）は所管外。

#### 警察
- 長崎県警察
  - 新上五島警察署
    - 平警察官駐在所

#### 衆議院選挙区
- 長崎県第4区（佐世保市本土と同様）

## 産業
- 第一次産業（農業・漁業）が主な産業。
  - 農業 - 畜産（肉用牛）、米、補完作物（メロン、アスパラガス）
  - 漁業 - 一本釣りと延縄漁。アワビの養殖
- 観光業 - 海水浴場や釣りスポットが多く、夏を中心に観光業がさかんである。ホテル・旅館・民宿がある。

## 金融
- 銀行 - 十八親和銀行 宇久支店
- 郵便局（ゆうちょ銀行）
  - 集配局 - 宇久平郵便局、宇久神浦郵便局
- 農業協同組合（JAバンク）
  - ながさき西海農業協同組合宇久支店
- 漁業協同組合（JFマリンバンク）
  - 宇久小値賀漁業協同組合（所在地は小値賀町、宇久島の南にある小値賀島）

## 教育
- 特色として、宇久地区小・中・高一貫教育が推進されている。

### 高等学校
- 長崎県立宇久高等学校

### 中学校
- 佐世保市立宇久中学校 （旧宇久町立宇久中学校）
  - 廃校になった中学校は長崎県中学校の廃校一覧#佐世保市を参考。

### 小学校
- 佐世保市立宇久小学校（旧宇久町立宇久小学校）
  - 廃校になった小学校は長崎県小学校の廃校一覧#佐世保市を参考

### 幼稚園
- なし。

### 保育所
- 佐世保市立（旧宇久町立）宇久ふたば保育所
- 宇久幼児園

## 交通

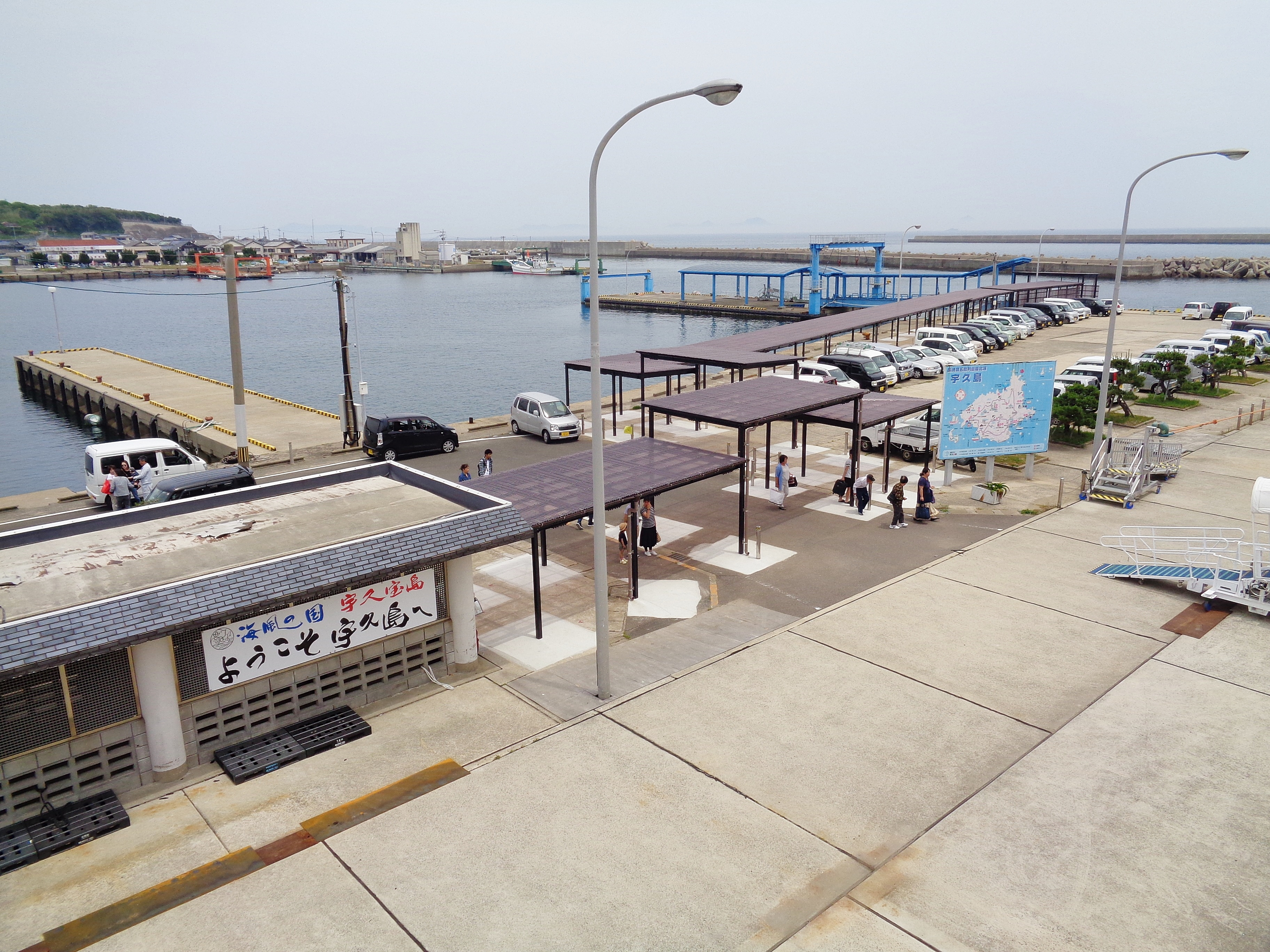
宇久平港（宇久町）

### 航路
- 宇久平港
  - 九州商船 - 美咲海送が九州商船と同じ航路で、フェリー・高速船を運航していたが、2009年（平成21年）5月末日をもって廃止。
    - 高速船「シークイーン」
      - 小値賀港（小値賀町）と有川港（新上五島町）を経由し、佐世保港と結ぶ。
      - 所要時間 小値賀まで20分、有川まで1時間、佐世保まで2時間25分

    - フェリー「フェリーなるしお」
      - 小値賀港を経由し、佐世保港と結ぶ。
      - 所要時間 小値賀まで40分、佐世保まで約3時間20分（宇久平が始点・終点の場合）。小値賀が始点・終点（宇久平が経由地）の便は約2時間40分。

  - 野母商船
    - フェリー「太古」
      - 博多港（福岡県福岡市博多区） - 宇久平港 - 小値賀港 - 青方港（新上五島町） - 若松港（新上五島町） - 奈留港（五島市） - 福江港（五島市）
      - 所要時間 博多まで4時間40分、小値賀まで30分、青方まで1時間40分、若松まで2時間50分、奈留まで3時間50分、福江まで4時間40分。

  - USAポートサービス
    - 小値賀港を経由し、有川港と結ぶ。
      - 所要時間は小値賀まで25分、有川まで80分。
- 神浦港
  - 佐世保市営交通船
    - 「第3みつしま」
      - 寺島（宇久町）を経由し、柳港（小値賀町北部）と結ぶ。（寺島を経由しない便や神浦・寺島折り返し便もある）
      - 所要時間 寺島まで7分、柳まで15分。

### 鉄道
- 町内に鉄道路線・鉄道駅は存在しない。

### バス
- 宇久観光バス
  - かつては西肥自動車が乗合バスを運行していたが、1992年（平成4年）に撤退。これを受け、第三セクター（佐世保市が出資）の宇久観光バスが設立され、廃止代替バスとして「島内巡回バス」を運行する[4][5]。

### タクシー・レンタカー
- 有限会社宇久交通
  - 島内唯一のタクシー・レンタカー会社[5]。

### 道路
- 国道はなく、一般県道が1線、あとは市道である。

#### 一般県道
- 長崎県道160号宇久島循環線

## 名所・旧跡・観光スポット・祭事・催事

### 名所・旧跡
- 平家盛公上陸の地
- 平家公七代の墓
- 盛州公園
  - 1990年（平成2年）に整備された宇久平港周辺の公園。旧宇久町時代より「平家の里」としての街づくりを推進していて、そのシンボル。家盛公の銅像があり、中は石畳が敷かれている。野外ステージ（能楽堂）もあり「平家まつり」のメイン会場となる。
- 城ヶ岳展望所 - 宇久島で一番高い山の展望台。島一面とともに、天候によっては長崎県本土や五島列島も見渡せる。
- UKU STONE（ウクストーン）
- 三浦神社の蘇鉄
- 野方海岸（北部）
- 対馬瀬 - 北端の美咲
- 古志岐三礁 - 宇久島の南に浮かぶ小島。釣りが盛んである。

### レジャー・スポーツ施設
- フィッシャリーナ宇久（宇久平港のマリーナ）[6]
- スゲ浜海水浴場（東部）
- 大浜海水浴場・キャンプ場（東部）
- 汐出海水浴場（西部）
- 平原ゴルフ場（西部）
- 陸上競技場
- 野球場